# 精米步合
精米步合（日语：／ Seimaibuai）是日本清酒釀造的術語，指「經研磨過後的白米，佔原本玄米（糙米）的比重。」譬如將一批玄米磨去四成後，留下的部分所製成之白米佔原本玄米重量的六成，其精米步合即為60％。
此標準係由日本國稅廳在1989年（平成元年）11月22日公告之「清酒製法品質表示基準」（清酒の製法品質表示基準） （页面存档备份，存于）所明文規定。該規定同時定義這裡的「白米」是指將「玄米」除去「糠」和「胚芽」等表層部分後的米。此定義也包含製造米麴所使用的白米。釀造清酒的重要過程之一，是利用麴菌將白米中心部分的澱粉轉化成糖份。通常使用特別適合釀酒的酒米，保留澱粉多的心白，同時去除外層容易產生雜味的蛋白質和脂肪。因此心白保留的程度，也就是精米步合，對所釀清酒的品質有很大的影響。

## 釀酒用米的精米步合
一般食用白米乃由稻穀除去外殼至70%，糙米則為去除至80%。釀造清酒用的酒米，精米步合則從93％（如日本神奈川縣大矢孝酒造的昇龍蓬莱 酵母添加生もと 古式一段仕込み）到7％（如日本宮城縣新澤醸造店的伯樂星殘響 Super 7（伯楽星 残響 スーパー 7） （页面存档备份，存于）)不等。
釀酒用米的精米機和食用米的精米機，在構造上有很大的不同。釀酒用米的精米機，自從昭和初期縱型精米機問世以後，磨米效率有長足的進步。為了釀造吟釀酒和大吟釀酒等高級的清酒，需要高精度的精米，現在也有使用電腦控制的精米機。
1989年 （平成元年）日本政府規定，各級清酒的精米步合如下：
- 本釀造酒 - 70%以下
- 特別本釀造酒 - 60%以下
- 特別純米酒 - 60%以下
- 吟釀酒 - 60%以下
- 大吟釀酒 - 50%以下
- 純米大吟釀酒 - 50%以下

其中純米酒的精米步合規定自2005年（平成16年）起取消。理由是市面上有許多「只使用米釀造的酒」，雖然精米步合未達70％的最低標準，但品質卻能夠和純米酒匹敵。因此繼續針對純米酒規定精米步合已經沒有意義，故而取消。